# Lijst van afleveringen van Love
Dit is een lijst met afleveringen van de Amerikaanse Netflixserie Love. De serie telt 3 seizoenen. Een overzicht van alle afleveringen is hieronder te vinden.

## Seizoen 1
| Nr. | Titel aflevering         | Uitzenddatum VS  |
| --- | ------------------------ | ---------------- |
| 1   | It Begins                | 19 februari 2016 |
| 2   | One Long Day             | 26 februari 2016 |
| 3   | Tested                   | 4 maart 2016     |
| 4   | Party in the Hills       | 11 maart 2016    |
| 5   | The Date                 | 18 maart 2016    |
| 6   | Andy                     | 25 maart 2016    |
| 7   | Magic                    | 1 april 2016     |
| 8   | Closing Title Song       | 8 april 2016     |
| 9   | The Table Read           | 15 april 2016    |
| 10  | The End of the Beginning | 22 april 2016    |

## Seizoen 2
| Nr. | Titel aflevering        | Uitzenddatum VS |
| --- | ----------------------- | --------------- |
| 11  | On Lockdown             | 10 maart 2017   |
| 12  | Friends Night Out       | 10 maart 2017   |
| 13  | While You Were Sleeping | 10 maart 2017   |
| 14  | Shrooms                 | 10 maart 2017   |
| 15  | A Day                   | 10 maart 2017   |
| 16  | Forced Hiatus           | 10 maart 2017   |
| 17  | The Work Party          | 10 maart 2017   |
| 18  | Marty Dobbs             | 10 maart 2017   |
| 19  | Housesitting            | 10 maart 2017   |
| 20  | Liberty Down            | 10 maart 2017   |
| 21  | The Long D              | 10 maart 2017   |
| 22  | Back in Town            | 10 maart 2017   |

## Seizoen 3
| Nr. | Titel aflevering      | Uitzenddatum VS |
| --- | --------------------- | --------------- |
| 23  | Palm Springs Getaway  | 9 maart 2018    |
| 24  | Winners and Losers    | 9 maart 2018    |
| 25  | Arya and Greg         | 9 maart 2018    |
| 26  | I'm Sick              | 9 maart 2018    |
| 27  | Bertie's Birthday     | 9 maart 2018    |
| 28  | Directing             | 9 maart 2018    |
| 29  | Sarah from College    | 9 maart 2018    |
| 30  | Stunt Show            | 9 maart 2018    |
| 31  | You're My Gran Torino | 9 maart 2018    |
| 32  | The Cruikshanks       | 9 maart 2018    |
| 33  | Anniversary Party     | 9 maart 2018    |
| 34  | Catalina              | 9 maart 2018    |